# Battaglia di Herat (484)
La battaglia di Herat, svoltasi nel 484, fu un confronto militare svoltosi tra l'impero sasanide, composto da almeno 100 000 uomini sotto il comando di Peroz I, e un esercito eftaliti di minori effettivi comandato da Khushnavaz. L'esito della battaglia fu catastrofico per i sasanidi, in quanto l'esercito fu quasi completamente spazzato via e il loro re cadde in battaglia.

## Antefatto
Nel 459, gli Unni bianchi eftaliti, dopo che avevano occupato la Battriana, sfidarono Hormuz III, re dei Sasanidi. Suo fratello Peroz I, però, sconfisse e uccise quest'ultimo con l'aiuto degli eftaliti stessi, e permise loro di stabilirsi nella provincia, per poi uccidere gran parte della sua famiglia e iniziare a perseguitare le sette cristiane.
Da un lato, Peroz riuscì, anche se non facilmente, a mantenere la pace con l'impero bizantino, mentre dall'altro tentò di fermare gli eftaliti, che avevano iniziato a conquistare l'Iran orientale. I romani lo sostennero inviandogli degli ausiliari, che Peroz usò più volte in battaglia. Alla fine, però, nel 481, subito dopo aver messo in rotta gli unni, li inseguì sulle colline, dove il nemico ribaltò la situazione e lo circondò. Peroz fu dunque fatto prigioniero, e dovette dare in ostaggio suo figlio Kavad I per tre anni, prima di poter pagare la pesante somma che rappresentava il suo riscatto.

## La battaglia
Nel 484, liberato il figlio, Peroz formò un enorme esercito e marciò a nord est per fermare gli Unni, deciso a sconfiggerli una volta per tutte. Marciò dunque verso Balkh, dove stabilì la sua base, e ivi respinse le proposte di pace del re degli Unni Khushnavaz. Peroz avanzò dunque verso la città di Herat, ma gli Unni, anticipando la sua mossa, lasciarono che i persiani avanzassero, ignari che la loro ritirata era stata tagliata nel deserto nei pressi della città, e fu lì che tesero loro un'imboscata. L'esercito fu annientato, Peroz morì in battaglia, la maggior parte dei suoi cortigiani, tra cui una delle sue figlie, fu presa prigioniera, e la stessa città fu saccheggiata.

## Conseguenze
Approfittando del fatto che l'impero sasanide era rimasto senza re (e sarebbe rimasto tale per due anni di piena anarchia), gli Unni bianchi invasero l'impero e lo saccheggiarono. Il nobile persiano Zarmihr (o Sokhra) riportò in parte l'ordine e sollevò al trono Balash, uno dei fratelli di Peroz, ma la minaccia degli unni sarebbe persistita fino all'arrivo di Cosroe I. Balash non intraprese alcuna azione contro i nemici dell'impero, in particolare gli Unni Bianchi, ai quali avrebbe anzi reso omaggio, e, dopo un regno di quattro anni, fu accecato e deposto dal nipote Kavad I, che era intanto fuggito dopo la morte di suo padre e si era rifugiato dal re degli Unni, sposando una delle sue figlie.
Asceso al trono, però, anche Kavad I avrebbe donato del tributo agli Unni, e Mazdak, considerandolo un debole, lo fece deporre nel 496, costringendolo a fuggire di nuovo dal re degli Unni. Dopo due anni di permanenza, questi gli concesse 30000 guerrieri con i quali avrebbe riconquistato il trono.